# Klaus Jensen (Politiker, 1952)
Klaus Jensen (* 14. Januar 1952 in Duisburg) ist ein deutscher Politiker (SPD), ehemaliger Oberbürgermeister der Stadt Trier und rheinland-pfälzischer Staatssekretär a. D.

## Leben
Nach Berufsausbildung zum Großhandelskaufmann in einem internationalen Handelshaus und Zivildienst bei der Arbeiterwohlfahrt in Duisburger Obdachlosensiedlungen absolvierte er ein Studium der Sozialarbeit mit dem Schwerpunkt Sozialplanung an der Fachhochschule für Sozialwesen in Düsseldorf. Der anschließende Berufseinstieg als Sozialplaner gelang in Trier, wo er drei Jahre für die Stadtverwaltung arbeitete. Er wurde schließlich Dozent der Universität Trier und freiberuflicher Sozialplaner. Im Jahr 1986 gründete er ein Unternehmen für Sozialplanung, das sich mit Standorten in Trier, Chemnitz, Erfurt und Mainz etablierte.
Nach siebenjähriger Tätigkeit als Berater mehrerer Bundesländer, Bundesministerien und der Europäischen Union berief man ihn 1994 zum Staatssekretär und Amtschef des Ministeriums für Arbeit, Soziales, Familie und Gesundheit in Rheinland-Pfalz. Daneben war er Landesbehindertenbeauftragter. 1999 ließ er sich nach Erkrankung seiner damaligen Ehefrau, die 2001 verstarb, in den einstweiligen Ruhestand versetzen.
Er arbeitete ab 1999 erneut freiberuflich als Unternehmensberater für Krankenhäuser, Wohlfahrtsverbände und öffentliche Verwaltungen, gab diese Tätigkeit jedoch auf, um Interessenskonflikte mit dem Amt seiner neuen Frau Malu Dreyer, rheinland-pfälzische Staatsministerin für Arbeit, Soziales, Familie und Gesundheit, zu vermeiden. Er arbeitete anschließend als Stiftungsvorstand der Klaus Jensen Stiftung, die Projekte der Gewaltprävention, Mediation und Versöhnung im In- und Ausland unterstützt.
Klaus Jensen kandidierte am 24. September 2006 bei der Wahl zum Oberbürgermeister der Stadt Trier. Er trat als unabhängiger Kandidat an und wurde von SPD und Grünen unterstützt. Er gewann alle Wahlbezirke und erhielt 66,9 Prozent der Stimmen; Ulrich Holkenbrink (CDU) erhielt 33,1 Prozent. Jensen trat sein Amt am 1. April 2007 an.
Damit wurde Trier erstmals seit 1945 nicht von einem CDU-Bürgermeister regiert.
Jensen engagiert sich in dem 2012 gegründeten Verein „Für ein buntes Trier, gemeinsam gegen Rechts e. V.“.
Bei der Neuwahl des Trierer Oberbürgermeisters 2014 kandidierte Jensen aus Altersgründen nicht für eine zweite Amtszeit und schied somit zum 31. März 2015 aus dem Amt aus. Sein Nachfolger ist Wolfram Leibe. Von September 2015 bis November 2020 war Jensen Honorarkonsul von Luxemburg. Seine Zuständigkeit beschränkte sich auf die Repräsentation des Großherzogtums in Rheinland-Pfalz; ebenso auf die Assistenz luxemburgischer Staatsbürger, der Vertretung Luxemburger Interessen in kommerziellen und finanziellen Fragen sowie der Förderung der kulturellen Zusammenarbeit zwischen Luxemburg und der Region Trier.

## Persönliches
Klaus Jensen ist seit Juli 2004 mit der ehemaligen rheinland-pfälzischen Sozialministerin und späteren Ministerpräsidentin des Landes Rheinland-Pfalz, Malu Dreyer (SPD), verheiratet. Jensen wohnt seit 1984 im inklusiven Trierer Wohngebiet Schammatdorf. Jensen hat eine Tochter und zwei Söhne aus erster Ehe mit Helene Hillesheim-Jensen, die 2001 im Alter von 40 Jahren an Krebs starb.